# 供合村
供合村（ともあいむら）は、熊本県の北部、飽託郡にかつてあった村である。

## 地理
- 河川：白川
- 山：神園山

## 歴史
- 1889年4月1日 - 町村制が施行。託麻郡新南部村、下南部村、上南部村、鹿帰瀬村、小山村の一部、吉原村、石原村、中江村、弓削村が合併して発足。
- 1896年4月1日 - 飽田郡と託麻郡が合併し飽託郡となる。
- 1955年1月30日 - 供合村、広畑村、小山戸島村が合併して託麻村が誕生。

## 学校
- 供合村立供合小学校（現在の熊本市立託麻北小学校）
- 飽託郡組合立飽託東部中学校（現在の熊本市立東部中学校）